# Aleksej Zagornyj
Aleksej Sergejevitsj Zagornyj (Russisch: Алексей Сергеевич Загорный) (Jaroslavl, 31 mei 1978) is een Russisch atleet, die zich toelegde op het kogelslingeren. Hij nam tweemaal deel aan de Olympische Spelen, maar won bij die gelegenheid geen medaille.

## Biografie
In 2000 plaatste Zagornyj zich voor de Olympische Spelen van 2000 in Sydney. Hier werd hij met 74,63 m uitgeschakeld in de kwalificatieronde. Twee jaar later plaatste hij zich in de finale van het kogelslingeren bij de Europese kampioenschappen atletiek, waarbij hij genoegen moest nemen met een elfde plaats.
Zijn beste prestatie boekte Zagornyj op de wereldkampioenschappen van 2009 in Berlijn. Met een beste poging van 78,09 eindigde hij achter de Sloveen Primož Kozmus (goud; 80,84) en de Pool Szymon Ziółkowski (zilver; 79,30).
Op de Olympische Spelen van 2012 in Londen sneuvelde hij in de kwalificatieronde met een beste poging van 72,52.
Zagornyj is aangesloten bij Moskva Sports Club.

## Persoonlijk record
| Onderdeel      | Prestatie | Datum            | Plaats |
| -------------- | --------- | ---------------- | ------ |
| kogelslingeren | 83,43 m   | 10 februari 2002 | Adler  |

## Palmares

### kogelslingeren
- 2000: 11e in kwal. OS - 74,63 m
- 2002: 11e EK - 77,01 m
- 2003: 9e in kwal. WK - 73,30 m
- 2005:  European Cup Winter Throwing - 78,11 m
- 2007: 13e in kwal. WK - 70,94 m
- 2009: 6e European Cup Winter Throwing - 75,02 m
- 2009: 8e EK team - 70,99 m
- 2009:  WK - 78,09 m
- 2009: 4e Wereldatletiekfinale - 77,26 m
- 2010:  European Cup Winter Throwing - 75,58 m
- 2012:  EK - 77,40 m
- 2012: 11e in kwal. OS - 72,52 m